# Admiral (Združeno kraljestvo)
Admiral (okrajšava Adm) je visoki vojaški čin Kraljeve vojne mornarice .
Admiral je nadrejen viceadmiralu in podrejen admiralu flote. V skladu z Natovim standardom STANAG 2116 čin nosi oznako OF-9. Enakovredna čina v Oboroženih silah Združenega kraljestva sta: general (General) pri Britanski kopenski vojski in zračni šef maršal (Air Chief Marshal) pri Kraljevem vojnem letalstvu.
Posebnost pri napredovanju v admirala je bila v tem, da je bil čin dosmrtni in tako niso mogli povišani nikogar, dokler predhodni admiral ni umrl ali odstopil; najbolj znan primer je admiral flote Provo Wallis, ki je živel skoraj 101 leto. Posledično so uvedli rumenenje, ko so častnika povišali v čin admirala, pri čemer pa ni dobil dejanskega poveljstva nad eskadro oz. floto. Glavni namen tega postopka pa je bil, da so lahko dejansko upokojili višje častniki s polovično plačo.

## Oznake čina
Admiral ima pravico do osebne zastave, ki je rdeči Andrejev križ na belem polju. 
Do leta 2001 je bila narokavna oznaka admirala sestavljena iz enega širšega in treh ožjih trakov. Od leta 2001, ko je bil čin povzdignjen v četverozvezdni čin, pa so povečali število ožjih trakov na štiri.
- Narokavna oznaka
- Oznaka generala iz druge svetovne vojne
- Poveljniška zastava